# Pedicularis lophotricha
Pedicularis lophotricha är en snyltrotsväxtart som beskrevs av Hui Lin Li. Pedicularis lophotricha ingår i släktet spiror, och familjen snyltrotsväxter. Inga underarter finns listade i Catalogue of Life.